# Michael Hordern

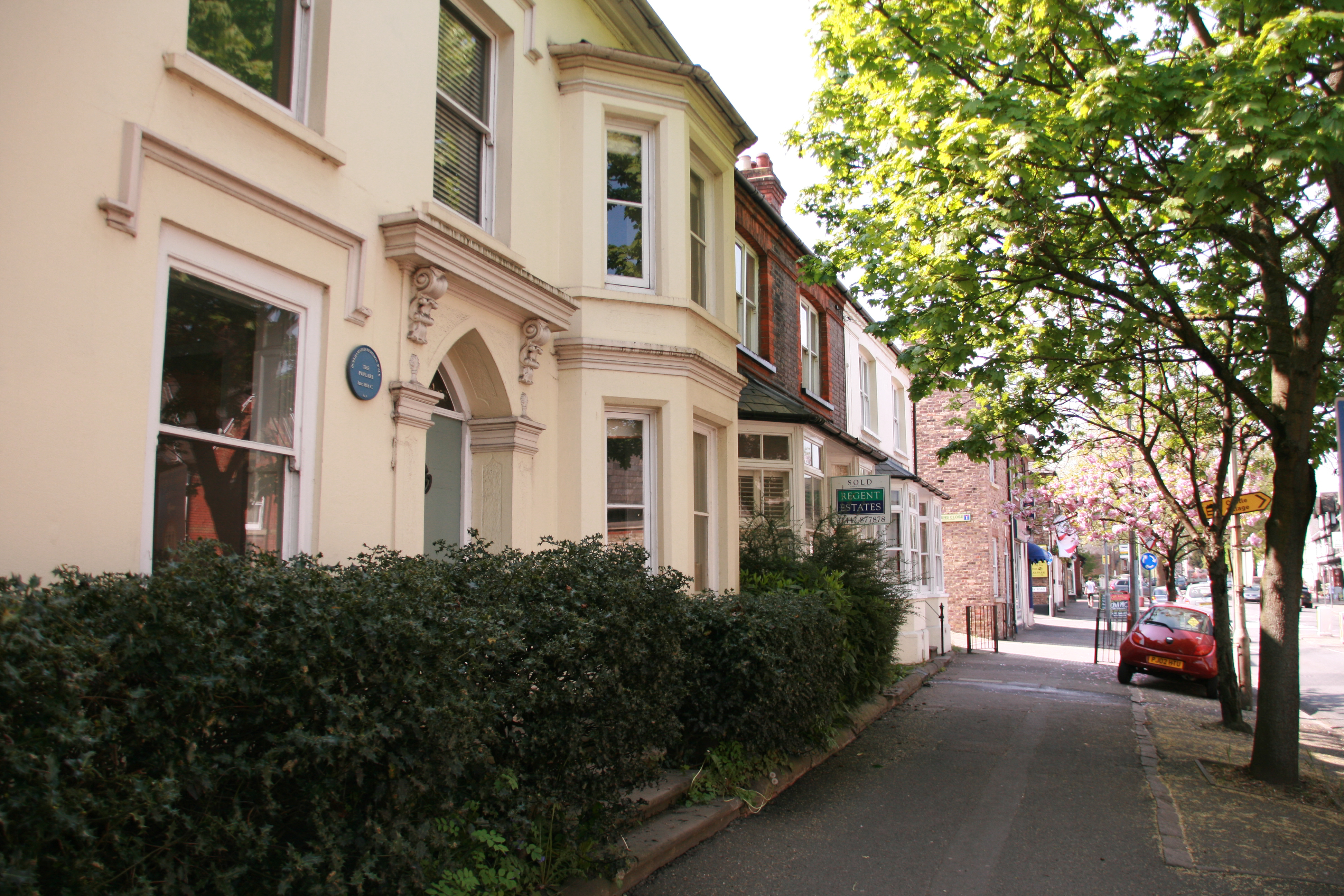
Geburtsort von Sir Michael Hordern: The Poplars, Berkhamsted, Hertfordshire

Sir Michael Murray Hordern (* 3. Oktober 1911 in Berkhamsted, Hertfordshire, England; † 2. Mai 1995 in Oxford, England) war ein britischer Bühnen- und Filmschauspieler.

## Leben und Karriere
Hordern begann seine künstlerische Laufbahn als Darsteller auf den Bühnen verschiedener Amateurtheater. 1937 debütierte er als professioneller Theaterschauspieler in einer Aufführung von William Shakespeares Othello. Es sollten zahlreiche, zumeist tragikomische Rollen in Shakespeare-Inszenierungen folgen, so etwa Polonius in Hamlet und Malvolio in Was ihr wollt. In seiner über 50 Jahre umspannenden Bühnentätigkeit bewies Hordern eine große Bandbreite von Buffoparts bis hin zu tragischen Charakterrollen. 1983 wurde er für seine Verdienste um die Bühne in den Adelsstand erhoben.
Daneben spielte Hordern in zahlreichen Film- und Fernsehproduktionen. Bereits 1939 gab er sein Spielfilmdebüt. Dreizehn Jahre später wirkte er in einem Film um den Rächer aus dem Sherwood Forest mit: Robin Hood, Rebell des Königs, verkörpert von Richard Todd. In seiner über 50-jährigen Filmkarriere spielte Hordern in Literaturverfilmungen wie Eine Weihnachtsgeschichte (als Marley nach Charles Dickens), Ivanhoe (nach Walter Scott), Historienfilmen wie Alexander der Große (als griechischer Redner Demosthenes), Ich klage an (über die Dreyfus-Affäre), Richard Attenboroughs Gandhi und Cleopatra (als Cicero), Dramen wie Hotel International (neben Elizabeth Taylor), Kriegsfilmen wie Die letzte Fahrt der Bismarck und Agenten sterben einsam (nach Alistair MacLean), Agententhrillern wie Der Spion, der aus der Kälte kam (nach John le Carré) und Der MacKintosh-Mann (neben Paul Newman), Komödien wie Richard Lesters Plautus-Adaption Toll trieben es die alten Römer, Lesters Endzeit-Komödie Danach (mit Peter Cook und Dudley Moore), Graham Chapmans Schatzinsel-Persiflage Dotterbart, Horrorfilmen wie Theater des Grauens (neben Vincent Price und Diana Rigg) und großangelegten Fernsehproduktionen wie James Clavells Shogun. Darüber hinaus absolvierte er Gastauftritte in Fernsehserien wie Inspector Morse.
In der Regel wurde Hordern in Nebenrollen eingesetzt, denen er in markanter Weise Profil gab. Der hochgewachsene Charakterdarsteller mit der hohen Stirn war eine unverwechselbare Erscheinung und spielte auch kleinste Rollen mit starker Präsenz.
Außerdem fungierte Hordern als Erzähler für Stanley Kubricks Thackeray-Adaption Barry Lyndon, lieh seine Stimme Zeichentrickfilmen (unter anderem in der Verfilmung von Richard Adams’ Watership Down) und Radioproduktionen, u. a. 1981 als Gandalf in einer BBC-Produktion des Herrn der Ringe sowie als Merlin in einer Adaption von Terence Hanbury Whites Merlin in The Sword and the Stone.
Sir Michael Hordern starb am 2. Mai 1995 in seinem Alterssitz in Oxfordshire an akutem Nierenversagen.

## Filmografie (Auswahl)
- 1939: A Girl Must Live
- 1940: Girl in the News
- 1946: Die Jahre dazwischen (The Years Between)
- 1949: Blockade in London (Passport to Pimlico)
- 1950: So ist das Leben (Trio)
- 1951: Eine Weihnachtsgeschichte (Scrooge)
- 1951: Der wunderbare Flimmerkasten (The Magic Box)
- 1952: Robin Hood und seine tollkühnen Gesellen (The Story of Robin Hood and His Merrie Men)
- 1952: Der Unwiderstehliche (The Card)
- 1953: Das Herz aller Dinge (The Heart of the Matter)
- 1953: An der Straßenecke (Street Corner)
- 1955: Der schwarze Prinz (The Dark Avenger)
- 1955: Sturm über dem Nil (Storm Over the Nile)
- 1956: Der spanische Gärtner (The Spanish Gardener)
- 1956: Das Baby auf dem Schlachtschiff (The Baby and the Battleship)
- 1956: Alexander der Große (Alexander the Great)
- 1956: Der Mann, den es nie gab (The Man Who Never Was)
- 1957: I Accuse!
- 1960: Die letzte Fahrt der Bismarck (Sink the Bismarck!)
- 1961: El Cid (El Cid)
- 1963: Cleopatra (Cleopatra)
- 1963: Hotel International (The V.I.P.s)
- 1963: Dr. Syn – Das Narbengesicht (Dr Syn, alias the Scarcrow)
- 1964: Der gelbe Rolls-Royce (The Yellow Rolls-Royce)
- 1965: Dschingis Khan (Genghis Khan)
- 1965: Der Spion, der aus der Kälte kam (The Spy Who Came In From The Cold)
- 1966: Der Widerspenstigen Zähmung (The Taming of the Shrew)
- 1966: Khartoum – Der Aufstand am Nil (Khartoum)
- 1966: Toll trieben es die alten Römer (A Funny Thing Happened On The Way To The Forum)
- 1967: Minirock und Kronjuwelen (The Jokers)
- 1967: Wie ich den Krieg gewann (How I Won the War)
- 1967: Was kommt danach...? (I’ll Never Forget What’s ’isname)
- 1968: Agenten sterben einsam (Where Eagles Dare)
- 1969: Danach (The Bed-Sitting-Room)
- 1971: A Christmas Carol
- 1972: Dämonen der Seele (Demons of the Mind)
- 1973: Theater des Grauens (Theatre of Blood)
- 1973: Der Mackintosh Mann (The MacKintosh Man)
- 1975: Royal Flash
- 1975: Barry Lyndon (Stimme des Erzählers)
- 1975: Abenteurer auf der Lucky Lady (Lucky Lady)
- 1976: Cinderellas silberner Schuh (The Slipper and the Rose)
- 1976: Seine erste Frau (Cakes and Ale)
- 1978: Der Schrecken der Medusa (The Medusa Touch)
- 1980: Shogun
- 1982: Ivanhoe (Fernsehfilm)
- 1982: Gandhi
- 1982: Der Missionar (The Missionary)
- 1983: Dotterbart (Yellowbeard)
- 1986: Lady Jane – Königin für neun Tage
- 1986: Die Reise ins Labyrinth (Labyrinth)
- 1994: Middlemarch (BBC-Serie)